# Giuseppe Verdi
Giuseppe Fortunino Francesco Verdi (10. října 1813 Le Roncole u Busseta – 27. ledna 1901 Milán) byl italský hudební skladatel. Jeho věhlas se zakládá především na jeho operní tvorbě, která je součástí repertoáru všech významných operních divadel světa. Především Nabucco (1842), Rigoletto (1851), Trubadúr (1853), La traviata (1853) a Aida (1871) jsou pilíři západního hudebního kánonu. Jeho hudba měla, zejména v počátcích jeho kariéry, i politický náboj, Verdi podporoval hnutí za sjednocení Itálie Risorgimento, jeho melodie (zejm. Va, pensiero) se staly symboly tohoto hnutí a Verdi se krátce i přímo politicky angažoval.

## Život

### Mládí
Giuseppe Verdi se narodil v prosté rodině v malé vesničce Le Roncole (od roku 1963 je tato místní část Busseta na počest skladatele přejmenovaná na Roncole Verdi) v tehdejším Vévodství Parmy, Piacenzy a Guastally. 

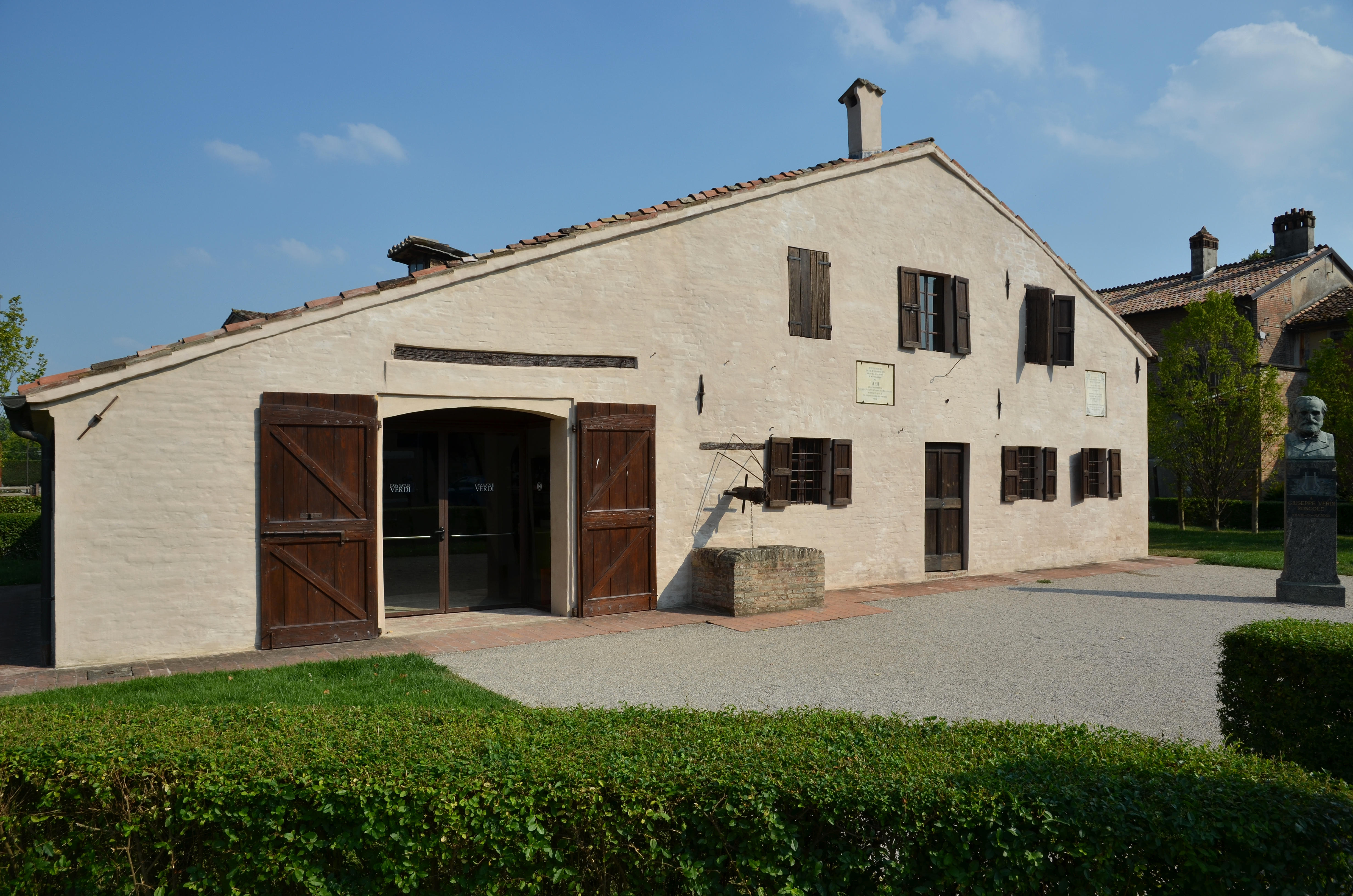
Rodný dům Giuseppe Verdiho v Roncole u Busseta

Jeho otec, Carlo Verdi, byl venkovský hokynář, hostinský a malorolník. Matka, Luisa Verdi rozená Uttini, byla přadlena. Verdi měl mladší sestru Giuseppu, která zemřela ve věku 17 let v roce 1833. Prý byla v dětství jeho nejbližším přítelem a důvěrníkem. Jeho prvním učitelem byl místní farář, který jej naučil hrát na varhany. V osmi letech se stal placeným varhaníkem v místním kostele. Výrazného hudebního talentu chlapce si povšiml Antonio Barezzi, velkoobchodník s potravinami a alkoholem z blízkého Busseta, který se stal jeho prvním mecenášem. Základní vzdělání získal v jezuitské škole v Bussetu.
Dalšího zdokonalení hry na hudební nástroje a první výuky kompozice se mu dostalo ještě v Bussetu od Ferdinanda Provesi, kapelníka (maestro) místní filharmonické společnosti Societá filarmonica. Na konci roku 1829 Verdi dokončil studia u Provesiho, který prohlásil, že už ho nemá co učit. Antonio Barezzi jej pak v roce 1832 přivedl k přijímacím zkouškám na konzervatoř v Miláně. Zkoušky sice zdárně složil, ale přijat nebyl, údajně pro tehdy již vysoký věk. Přesto v Miláně zůstal a studoval kontrapunkt u Vincenza Lavigny, žáka Giovanni Paisiella a cembalisty významné operní scény divadla Teatro alla Scala. Odtud se datuje Verdiho převážná orientace na hudební kompozice pro divadlo. Lavigny Verdiho přivedl do amatérského sboru Società Filarmonica, který vedl Pietro Massini, a byl to právě Massini, který Verdiho přiměl k napsání jeho první opery s původním názvem Rocester na libreto novináře Antonia Piazzy.

### Skladatelská dráha
V roce 1836 se Verdi oženil s dcerou svého mecenáše Margheritou Barezzi (* 1814). Stal se ředitelem hudební školy v Bussetu a vedoucím místního symfonického orchestru. Následující léta byla pro něj tragická. Jeho dvě děti, Virginie a Icilio, které se mu z manželství narodily, zemřely v útlém věku. V roce 1840 zemřela i jejich matka, Verdiho první žena Margherita.
Útěchu nalezl v tvrdé práci. Jeho opera Oberto, conte di San Bonifacio byla provedena v milánské La Scale 17. listopadu 1839 s poměrně dobrým ohlasem. Hrála se celkem čtrnáctkrát, což byl v té době na neznámého skladatele úspěch. Impresário divadla, Bartolomeo Merelli, mu proto nabídl smlouvu na dvě další opery. První z nich, Un giorno di regno (Jeden den králem), nepřežila premiéru. Verdi tehdy dokonce uvažoval o tom, že opustí dráhu operního skladatele, ale Merelli ho přemluvil, aby pokračoval v práci. A byl z toho senzační úspěch: opera Nabucco (poprvé uvedena 9. března 1842 pod názvem Nabucodonosor) založila Verdiho slávu a s obrovským úspěchem se hraje dodnes na jevištích celého světa. V podzimní sezóně 1842 opera dosáhla v La Scale 57 repríz, což se již nikdy nepodařilo nikomu zopakovat. Během tří let byla inscenována ve Vídni, Lisabonu, Barceloně, Berlíně, Paříži a Hamburku. V roce 1848 měla premiéru v New Yorku, v roce 1850 v Buenos Aires. Tento úspěch měl ale také svou daň. Verdi později uvedl: "Od Nabucca jsem neměl hodinu klidu. Následovalo šestnáct let galejí". K příčinám patřilo i to, že Verdi vždy osobně dohlížel na každou premiéru a hodně tudíž cestoval. Zvláštní význam pro Verdiho měla premiéra ve Vídni, díky níž se osobně setkal s Donizettim, a v Parmě, kde na představení přišel jeho otec Carlo.
Při zkouškách k opeře Nabucco v Miláně v prosinci 1841 se Verdi také poprvé setkal se svou pozdější druhou životní družkou, krásnou sopranistkou Giuseppinou Strepponi (* 1815, původní jméno Clelia Maria Josepha Strepponi), která byla určena jako představitelka role Abigail. Jejich blízký vztah se datuje asi od roku 1843. V září 1849 začali Verdi a Giuseppina spolu žít v Bussetu, což se setkalo s nevolí otce Verdiho zemřelé manželky Antonia Barezziho. Jejich manželství tak bylo uzavřeno až v roce 1859.

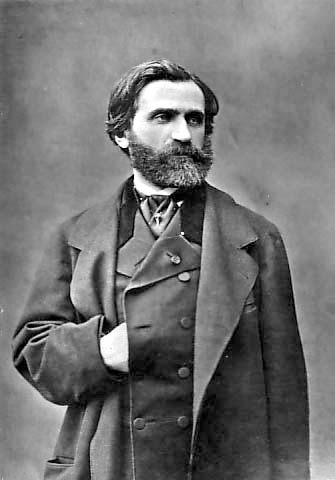
Mladý Verdi

Po roce 1842 složil Verdi v rychlém sledu řadu dalších operních děl, z nichž většina úspěšně překonala zkoušku časem: I Lombardi alla prima crociata (Lombarďané na první křižácké výpravě – 1843), Ernani (1844), I due Foscari (Dva Foscariové – 1844), Alzira – 1845, Giovanna d'Arco (Jana z Arku – 1845), Attila (1846) a Macbeth (1847), kteroužto operu věnoval Barezzimu. V dubnu 1844 přijal Verdi jako žáka o osm let mladšího Emanuela Muzia. Stal se nakonec jeho jediným žákem a klíčovým důvěrníkem a spolupracovníkem. Muzio mu pomáhal i s přípravou partitur a inscenací, dokonce bez Muzia Verdi nikdy nikam nechodil.
Ve věku 34 let byl již světově proslulým skladatelem a jeho opery se hrály nejen po celé Itálii, ale na všech světových scénách. Do stylu velké francouzské opery přepracoval svou starší operu Lombarďané, která měla obnovenou premiéru v Paříži pod novým názvem Jeruzalém 26. listopadu 1847. Úspěch umělecký přinesl i úspěch finanční, takže si v roce mohl zakoupit v blízkosti svého rodiště statek Sant´Agata, na kterém i sám hospodařil. Spřátelil se se špičkami milánské společnosti a byl zván do místních šlechtických salonů. Opery I masnadieri (Loupežníci, r. 1847) a Il corsaro (Korsár – 1848) ale nedoznaly většího úspěchu.
V roce 1848 byl stržen politickými událostmi. Když se doslechl o „Cinque Giornate“, pěti dnech pouličních bojů, které se odehrály mezi 18. a 22. březnem 1848 v Miláně a dočasně odtud vyhnaly Rakušany, ihned do Milán odcestoval. Přijel 5. dubna, kdy již byla vyhlášena tzv. Republika San Marco. V Benátkách záhy napsal dopis plný vlastenecké vášně: „Všichni si musíme podat bratrskou ruku a Itálie se stane prvním národem na světě. Jsem opilý radostí! Představte si, že tady už nejsou žádní Němci!!“
Bouři nadšení však vzbudila opera La battaglia di Legnano (Bitva u Legnana – 1849). Byla komponována vyloženě jako revoluční, na přímou žádost Giuseppe Mazziniho, s nímž se Verdi potkal roku 1847 v Londýně. Strhující operní sbory, pro které byl nazýván „papá dei cori“, rozněcovaly v posluchačích vlastenecké nadšení. Závěrečná slova opery zněla: „Kdo zemře za vlast, nemůže být zlý.“ Verdi se stal symbolem Itálie osvobozující se z rakouské nadvlády a lid ho nazýval „maestro della rivoluzione“. Dokonce jeho jméno bylo psáno jako vítězné heslo prvního krále sjednocené Itálie: V. E. R. D. I. = Vittorio Emanuele Re D'Italia. Později, roku 1861, se stal se i poslancem prvního italského parlamentu, kandidoval na žádost hraběte Camilla Cavoura, prvního ministerského předsedy sjednocené Itálie (Verdi to posléze komentoval slovy: „Přijal jsem pod podmínkou, že po několika měsících rezignuji.“). Na Cavourovi žádost též složil Hymnus národů pro slavnostní otevření Světové výstavy v Londýně v květnu 1862. V roce 1874 byl Verdi jmenován členem italského senátu, ale na jeho činnosti se nepodílel.

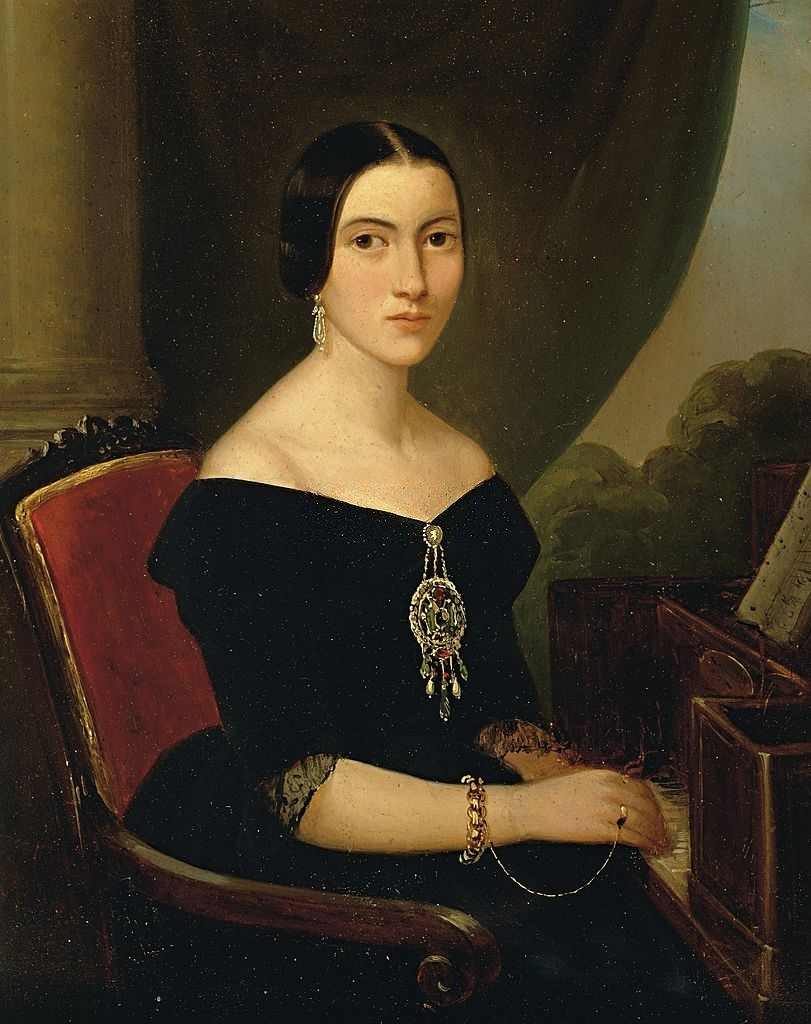
Giuseppina Strepponi, druhá Verdiho žena

Po revolučních událostech roku 1848 následovalo nejplodnější a nejslavnější období jeho života. Vznikla dlouhá řada oper, z nichž většina se stala trvalou součástí světového repertoáru: Luisa Miller (1849), Stiffelio (1850), Rigoletto (1851), La traviata (1853), Il Trovatore (Trubadúr – 1853), Les Vêpres siciliennes (Sicilské nešpory – 1855), Simon Boccanegra (1857), Un ballo in maschera (Maškarní ples – 1859) a La forza del destino (Síla osudu – 1862). Stiffelio ještě neuspěl, mimo jiné kvůli problémům s cenzurou. Úřadům se nelíbil motiv cizoložství manželky kněze a zasahovaly do textu i rolí. Potíže s cenzory měl i Rigoletto, především motiv hrdinovy zamýšlené vraždy královské rodiny dráždil. Verdi hrozil, že raději operu úplně zničí, než aby cenzuře ustoupil. Nakonec nahradil krále vévodou a na jeviště se dostala. Výsledkem byl fenomenální úspěch, na nějž vzápětí navázaly další, díky Traviatě a Trubadúrovi.
Verdi v té době čelil tlaku okolí kvůli své stále ještě jen milence Strepponiové. Obyvatelé Busseta se jí stranili jako hříšné ženy a patrně kvůli Strepponiové došlo i ke konfliktu s Verdiho rodiči, s nimiž v lednu 1851 přerušil vztahy a v dubnu dostali rozkaz opustit Sant'Agatu. Není asi náhodou, že všech šest Verdiho oper napsaných v letech 1849–53 (včetně Rigoletta, Trubadúra a La traviaty) má jednoznačné hrdinky, které jejich okolí odsuzuje, často kvůli sexuálnímu přestupku.
Na francouzská libreta přepracoval Verdi pro Paříž operu Macbeth (1865) a zkomponoval nové dílo Don Carlos ve stylu velké francouzské opery (grand opéra, 1867).
Opera Aida je uváděna do souvislosti s otevřením Suezského průplavu v roce 1869. Ve skutečnosti byla při zasvěcení nové operní budovy v Káhiře několik dní před slavnostním otevřením průplavu uvedena Verdiho opera Rigoletto. Slavná Aida, kterou u Verdiho objednal tehdejší egyptský místokrál Ismaíl Paša, měla světovou premiéru v Káhiře až 24. prosince 1871, ale přesto se stala egyptskou národní operou.
Světový úspěch mu přinesl mnohá vyznamenání a řády v nejrůznějších zemích světa. V roce 1859 se stal čestným občanem měst Parma a Bologna a členem Francouzského institutu (Institut de France) v Paříži. V roce 1874 byl znovu povolán do vysoké italské politiky a stal se členem italského senátu. V roce 1880 byl dekorován Velkým křížem italské koruny a o rok později byla jeho busta slavnostně vystavena ve foyeru milánské Scaly. Čestné občanství mu udělila i města Milán (1886) a Řím (1893).
Verdi byl velkým obdivovatelem a přítelem národního italského básníka a spisovatele Alessandra Manzoniho. Když v květnu roku 1873 Manzoni ve věku 89 let zemřel, navrhl starostovi Milána, že složí Rekviem (Messa da Requiem) na Manzoniho počest, pokud město uhradí náklady prvního provedení. Mše byla poprvé provedena v kostele San Marco v Miláně u příležitosti prvního výročí Manzoniho smrti 22. května 1874 a měla nevídaný úspěch. V tomto díle nezapřel Verdi dramatického operního skladatele. Od vyjádření hlubokého žalu přešel k vrcholným dramatickým scénám. K úspěchu díla přispělo také vynikající obsazení tehdy proslulými sólisty. Byli to rodačka z Kostelce nad Labem, sopranistka Tereza Stolzová, mezzosopranistka Maria Waldmann, tenorista Giuseppe Coppini a basista Ormondo Maini. Mezi Stolzovou a Verdim v té době navíc vznikl, podle řady indicií, milostný vztah.
Následovalo poměrně dlouhé období zdánlivé nečinnosti až do roku 1887. V této době vznikla pouze důkladná revize opery Simon Boccanegra (1881) a podstatné přepracování Dona Carlose z formy velké francouzské opery do stylu italské opery (1884).
Tím více ohromil Giuseppe Verdi celý hudební svět a své obdivovatele svými dvěma závěrečnými díly na náměty vrcholných Shakespearových dramat. Nejprve to byla opera Otello, poprvé uvedená v milánské Scale 5. února 1887, a o šest let později Falstaff. Byla to díla dokonalého dramatického charakteru, která prokázala schopnost téměř osmdesátiletého skladatele promluvit soudobým hudebním jazykem. I ve svém stáří operní skladatel Verdi stále převyšoval své současníky a napodobitele.

### Stáří a smrt
Své hudební dílo Verdi příznačně uzavřel třemi skladbami na nadčasové texty: Stabat Mater, Te Deum a Ave Maria. Jeho žena Giuseppina zemřela v roce 1897, on sám ji následoval 27. ledna 1901. Podle svého přání byl pochován v kapli "Domova pro přestárlé hudebníky" (Casa di riposo per musicisti) v Miláně, který sám vybudoval a kterému odkázal svá autorská práva, ze kterých byl dům po dlouhou dobu financován.
Verdiho pohřeb se stal mimořádnou událostí mezinárodního významu. Arturo Toscanini na jeho počest řídil devítisetčlenný sbor, který provedl strhující sbor zajatců z opery Nabucco "Va, pensiero, sull´ali dorate" (Leť, myšlenko, na zlatých křídlech).

## Dílo

### Opery
Verdi složil celkem 28 oper.
1. Oberto, Conte di San Bonifacio 
Opera o dvou dějstvích, libreto napsal Temistocle Solera, podle staršího libreta autora Antonio Piazza.
Premiéra: Milán, Teatro alla Scala, 17. 11. 1839
2. Un giorno di regno (Jeden den králem)
Melodram o dvou dějstvích, libreto napsal Felice Romani, podle komedie Le faux Stanislas (autor Alexandre Vincent Pineu-Duval).
Premiéra: Milán, Teatro alla Scala, 3. 9. 1840
3. Nabucco
Opera o čtyřech dějstvích, libreto napsal Temistocle Solera, podle hry Nabucodonosor (autoři Anicet-Bourgeois a Francis Cornue). Původní název opery byl právě Nabucodonosor.
Premiéra: Milán, Teatro alla Scala, 9. 3. 1842
4. I Lombardi alla prima crociata (Lombarďané na první křížové výpravě)
Opera o čtyřech dějstvích, libreto Temistocle Solera, podle stejnojmenné básně autora Tommasa Grossiho.
Premiéra: Milán, Teatro alla Scala, 1. 2. 1843
5. Ernani
Opera o čtyřech dějstvích, libreto Francesco Maria Piave, podle divadelní hry Victora Huga Hernani. Z důvodů cenzury byla uváděna také pod názvy: Elvira d'Aragona, Il corsaro di Venezia nebo Il proscritto.
Premiéra: Benátky, Teatro La Fenice, 9. 3. 1844
6. I due Foscari (Dva Foscariové)
Opera o třech dějstvích, libreto Francesco Maria Piave, podle divadelní hry The Two Foscari lorda Byrona.
Premiéra: Řím, Teatro Argentina, 3. 11. 1844
7. Giovanna d'Arco (Jana z Arku)
Opera o prologu a třech dějstvích, libreto Temistocle Solera, podle divadelní hry Die Jungfrau von Orleans Friedricha Schillera. Z důvodů cenzury byla uváděna také pod názvem Orietta di Lesbo.
Premiéra: Milán, Teatro alla Scala, 15. 2. 1845
8. Alzira
Opera o prologu a dvou dějstvích, libreto Salvatore Cammarano, podle Voltaireovy tragédie Alzire, ou les Américains.
Premiéra: Neapol, Teatro San Carlo, 12. 8. 1845
9. Attila
Opera o prologu a třech dějstvích, libreto Temistocle Solera, úpravy Francesco Maria Piave, podle divadelní hry Attila, König der Hunnen (autor Zacharias Werner)
Premiéra: Benátky, Teatro La Fenice, 17. 3. 1846
10. Macbeth
Opera o čtyřech dějstvích, libreto Francesco Maria Piave, úpravy Andrea Maffei, podle tragédie Macbeth Williama Shakespeara. Revidovanou verzi pro pařížské provedení (1865) přeložili Charles Nuitter a Alexandre Beaumont.
Premiéra: Florencie, Teatro della Pergola, 14. 3. 1847
11. I masnadieri
(Loupežníci)
Opera o čtyřech dějstvích, libreto Andrea Maffei, podle divadelní hry Loupežníci (Die Räuber) Friedricha Schillera.
Premiéra: Londýn, Her Majesty's Theatre, 22. 6. 1847
12. Jérusalem
Opera o čtyřech dějstvích, libreto napsali Alphonse Royer a Gustave Vaëz. Verze opery I Lombardi alla prima crociata upravená pro pařížské provedení. Někdy je uváděna pod italským názvem Gerusalemme.
Premiéra: Paříž, Opéra, 22. 11. 1847
13. Il corsaro (Korzár)
Opera o třech dějstvích, libreto Francesco Maria Piave, podle básně The Corsair lorda Byrona.
Premiéra: Terst, Teatro Grande, 25. 10. 1848
14. La battaglia di Legnano (Bitva u Legnana)
Lyrická tragédie o čtyřech dějstvích, libreto Salvatore Cammarano, podle divadelní hry La Bataille de Toulouse (autor Joseph Méry). Z důvodů cenzury byla uváděna v Itálii pod názvem L'assedio di Arlem a celou řadou dalších titulů.
Premiéra: Řím, Teatro Argentina, 27. 1. 1849
15. Luisa Miller
Opera o třech dějstvích, libreto Salvatore Cammarano, podle divadelní hry Úklady a láska (Kabale und Liebe) Friedricha Schillera.
Premiéra: Neapol, Teatro San Carlo, 8. 12. 1849
16. Stiffelio
Opera o třech dějstvích, libreto Francesco Maria Piave, podle divadelní hry Le pasteur, ou L'Evangile et le foyer (autoři Émile Souvestre a Eugène Bourgeois). Z důvodů cenzury byla uváděna v Itálii pod názvem Guglielmo Wellingrode.
Premiéra: Terst, Teatro Grande, 16. 10. 1850
17. Rigoletto
Opera o třech dějstvích, libreto Francesco Maria Piave, podle divadelní hry Victora Huga Král se baví. Z důvodů cenzury byla uváděna v Itálii pod názvy Viscardello, Clara di Pert nebo Lionello.
Premiéra: Benátky, Teatro La Fenice, 11. 3. 1851
18. Il trovatore (Trubadúr)
Opera o čtyřech dějstvích, libreto Salvatore Cammarano, úpravy Leone Emanuele Bardare, podle divadelní hry El trovador (autor Antonio Garcia Gutiérrez).
Premiéra: Řím, Teatro Apollo, 19. 1. 1853
19. La traviata
Opera o třech dějstvích, libreto Francesco Maria Piave, podle románu a divadelní hry La Dame aux camélias (autor Alexandre Dumas mladší). Z důvodů cenzury byla uváděna v Itálii jako Violetta.
Premiéra: Benátky, La Fenice, 6. 3. 1853
20. Les Vêpres siciliennes (Sicilské nešpory)
Opera o pěti dějstvích, libreto Eugène Scribe a Charles Duveyrier, podle divadelní hry Le Duc d'Albe týchž autorů. Z důvodů cenzury byla uváděna v Itálii pod názvy Giovanna di Guzman, Giovanna di Braganza, Giovanna di Sicilia nebo Batilde di Turenne. Teprve po dosažení nezávislosti Itálie (1861) byla opera i v Itálii uvedena pod italským názvem I vespri siciliani.
Premiéra: Paříž, Opéra, 13. 6. 1855
21. Simon Boccanegra
Opera o prologu a třech dějstvích, libreto Francesco Maria Piave, úpravy Giuseppe Montanelli, podle divadelní hry Simon Bocanegra (autor Antonio Garcia Gutiérrez). Úpravy libreta pro revidovanou verzi z r. 1881 učinil Arrigo Boito.
Premiéra: Benátky, La Fenice, 12. 3. 1857.
Revidovaná verze: Milán, Teatro alla Scala 24. 3. 1881
22. Aroldo
Opera o čtyřech dějstvích, libreto Francesco Maria Piave. Revidovaná verze opery Stiffelio se zcela novým čtvrtým aktem.
Premiéra: Rimini, Teatro Nuovo, 16. 8. 1857
23. Un ballo in maschera
(Maškarní ples)
Opera o třech dějstvích, libreto Antonio Somma, podle divadelní hry Gustave III ou Le bal masqué (autor Eugène Scribe).
Premiéra: Řím, Teatro Apollo, 17. 2. 1859
24. La forza del destino (Síla osudu)
Opera o čtyřech dějstvích, libreto Francesco Maria Piave, podle divadelní hry Don Alvaro o La Fuerza del Sin (autor Ángel de Saavedra, 3. vévoda z Rivasu) se scénou upravenou podle divadelní hry Friedricha Schillera Wallensteins Lager (Valdštejnův tábor) přeložené Andreem Maffei. Revidovanou verzi upravil Antonio Ghislanzoni.
Premiéra: Sankt Petersburg, Carské divadlo, 10. 11. 1862
25. Don Carlos
Opera o pěti dějstvích, libreto Joseph Méry a Camille Du Locle, podle divadelní hry Friedricha Schillera Don Carlos, Infant von Spanien. V Itálii hrána pod italskou formou jména Don Carlo.
Premiéra: Paříž, Opéra, 11. 3. 1867.
Přepracovaná verze o čtyřech dějstvích měla premiéru 10. 1. 1884 v milánském Teatro alla Scala.
Italská verze pětiaktové opery, překlad Angelo Zanardi, měla premiéru v Modeně, Teatro Municipale, 29. 12. 1886.
26. Aida
Opera o čtyřech dějstvích, libreto Antonio Ghislanzoni, podle scénáře autorů Camille Du Locle a Auguste Marietta.
Premiéra: Káhira, divadlo Dar Elopera Al Misria, 24. 12. 1871
27. Otello
(Othello)
Lyrické drama o čtyřech dějstvích, libreto Arrigo Boito, podle francouzského překladu (od Victora Huga) tragédie Williama Shakespeara Othello, or the Moor of Venice.
Premiéra: Milán, Teatro alla Scala, 5. 2. 1887
28. Falstaff
Opera o třech dějstvích, libreto Arrigo Boito, podle komedie The Merry Wives of Windsor a scén ze hry Henry IV Williama Shakespeara.
Premiéra: Milán, Teatro alla Scala, 9. 2. 1893

### Další díla
1. Tantum Ergo pro tenor a orchestr (1836)
2. Sei romanze I. – písňový cyklus (1838)
3. Sei romanze II. – písňový cyklus (1845)
4. Různé další písně (1839–1869)
5. Suona la tromba pro tříhlasý mužský sbor a orchestr (1848)
6. Inno delle nazioni – hymnus (1862)
7. Romanza senza parole pro klavír (1865)
8. Stornello pro Album Piave (1869)
9. Libera me pro soprán, sbor a orchestr (pro Requiem na památku Rossiniho – 1869)
10. Smyčcový kvartet e-moll (1873)
11. Messa da Requiem (1874)
12. Ave Maria pro soprán a smyčcový orchestr (1879-80)
13. Pater Noster pro pětihlasý sbor a cappela (1879-80)
14. Pietà, Signor! pro tenor a klavír (1894)
15. Quattro pezzi sacri (1887-97)

## Nástroje
Když byl Giuseppe Verdi ještě dítětem, hrával u Barezziho. Nástroj, na který hrál byl klavír od Antona Tomascheka. Giuseppe Verdi měl také rád klavíry Johanna Fritze a používal vídeňský 6-pedálový Fritz klavír od doby Rigoletta v roce 1851 po Aidu v roce 1871. Přesně toto piano lze vidět ve skladatelově vile Villa Verdi Archivováno 21. 12. 2021 na Wayback Machine. v provincii Piacenza v Itálii. V roce 1857 při inauguraci divadla A. Galli v Rimini  hrál Verdi na klavír od Josepha Danckha.